# Kępnica
Kępnica (niem. Deutsch Kamnitz) – wieś w Polsce, położona w województwie opolskim, w powiecie nyskim, w gminie Nysa.
Historyczna nazwa miejscowości – Deutsch Kamitz – o słowiańskim rodowodzie została w 1936 r. podczas akcji germanizacyjnej nazewnictwa na Śląsku zmieniona na Hermannstein.
W latach 1945–1954 siedziba gminy Kępnica.
| SIMC    | Nazwa      | Rodzaj     |
| ------- | ---------- | ---------- |
| 0500369 | Czarkowice | przysiółek |
| 0500375 | Piaskowa   | przysiółek |

## Zabytki
Do wojewódzkiego rejestru zabytków wpisane są:
- kościół par. pw. Wniebowzięcia NMP z XIII wieku, przebudowany w XVIII wieku i w pierwszej połowie XIX wieku, (wypis z księgi rejestru)
- dawny cmentarz przy kościele, XIII-XX w.
- dom zakonny elżbietanek (nr 25), placówka założona 17 listopada 1909 r. – pocz. XX w.

inne zabytki:
- kamienny krzyż nieznanego wieku i fundacji, wmurowany w mur cmentarza kościelnego, prawdopodobnie stary krzyż nagrobny, hipoteza o pokutnym charakterze krzyża nie ma podstaw w żadnych przekazach.

## Znani mieszkańcy
- Jan Matura (historyk) - opublikował książkę o historii wsi pt. "Kępnica". Promocja książki odbyła się 10 listopada 2013 r. w świetlicy wiejskiej w Kępnicy[8].